# New Volley Libertas 2013-2014
Questa voce raccoglie le informazioni riguardanti il New Volley Libertas nelle competizioni ufficiali della stagione 2013-2014.

## Stagione
La stagione 2013-14 è per il New Volley Libertas, sponsorizzata dalla Corpora, la prima in Serie A2, a seguito della promozione dalla Serie B1 2012-13; l'allenatore è Luciano Della Volpe, mentre tra la rosa è, ad eccezione di Elena Drozina, completamente modificata: tra gli arrivi quelli di Giulia Pascucci, Ekaterina Karalyus, Sara Carrara, Angela Gabbiadini, e, a stagione in corso, quelli di Nikola Šenková e Sara Giuliodori.
Il campionato si apre con cinque sconfitte consecutive: la prima vittoria arriva alla sesta giornata, in trasferta, per 3-2, contro il Volley Towers; dopo un nuovo stop, arriva la seconda affermazione contro il Gruppo Sportivo Volley Cadelbosco: il resto del girone di andata è caratterizzato esclusivamente da sconfitte ed una sola vittoria che portano la squadra di Gricignano d'Aversa all'undicesimo posto in classifica, non utile per essere ripescata nella Coppa Italia di Serie A2. Il girone di ritorno si apre con il successo sulla Pallavolo Villanterio, a cui però seguono sette sconfitte di fila: due vittorie consecutive nelle ultime tre giornate di regular season consento al club di mantenere l'undicesimo posto in classifica e di evitare la retrocessione.
Tutte le formazioni partecipanti alla Serie A2 2013-14 sono di diritto qualificate alla Coppa Italia di Serie A2; negli ottavi di finale il New Volley Libertas affronta il Volley Soverato: dopo aver perso la gara di andata per 3-1, vince quella di ritorno per 3-2, ma viene eliminato dalla competizione per un peggior quoziente set.

## Organigramma societario
Area direttiva
- Presidente: Tina Musto
- Presidente onorario: Gino Pellegrino
- Vicepresidente: Raffaele Petrarca
- Segreteria generale: Giuseppina Ferrara

Area organizzativa
- Direttore sportivo: Federico Santulli
- Direttore generale: Raffaele Della Volpe
- Dirigente: Raffaele Russo, Raffaele Carpiniello
- Dirigente settore giovanile: Agostino Sozio, Pasquale Sozio
- Responsabile commerciale: Rosaria Della Volpe
- Direttore tecnico: Luciano della Volpe

Area tecnica
- Allenatore: Luciano Della Volpe
- Allenatore in seconda: Michele Pacecchi
- Assistente allenatore: Paolo Della Volpe
- Scout man: Luigi Fiorillo
- Responsabile settore giovanile: Raffaele Della Volpe

Area comunicazione
- Ufficio stampa: Andrea Senneca
- Webmaster: Luca Tasquier

Area sanitaria
- Medico: Andrea Caiazzo
- Fisioterapista: Gloria Esposito

## Rosa
| N° | Nome                | Ruolo | Data di nascita   | Nazionalità sportiva |
| -- | ------------------- | ----- | ----------------- | -------------------- |
| 2  | Valentina Russo     | C     | 31 luglio 1991    | Italia               |
| 3  | Sara Carrara        | L     | 1º dicembre 1992  | Italia               |
| 4  | Elena Drozina       | P     | 15 giugno 1978    | Italia               |
| 5  | Nikola Šenková      | S     | 10 aprile 1989    | Rep. Ceca            |
| 6  | Angela Gabbiadini   | S     | 12 maggio 1992    | Italia               |
| 7  | Sara Giuliodori     | C     | 5 giugno 1983     | Italia               |
| 9  | Ekaterina Karalyus  | S/O   | 21 marzo 1983     | Italia               |
| 11 | Ylenia Vanni        | C     | 9 settembre 1984  | Italia               |
| 12 | Giulia Pascucci     | S/O   | 29 settembre 1993 | Italia               |
| 14 | Mariangela Di Cecca | S     | 14 settembre 1986 | Italia               |
| 15 | Giorgia Faraone     | L     | 6 luglio 1994     | Italia               |
| 17 | Vittoria Repice     | C     | 1º giugno 1986    | Italia               |
| 18 | Simona Sannino      | P     | 7 luglio 1992     | Italia               |

## Mercato
| Acquisti | Acquisti            | Acquisti      | Acquisti   |
| R.       | Nome                | da            | Modalità   |
| -------- | ------------------- | ------------- | ---------- |
| L        | Sara Carrara        | Valdarno      | definitivo |
| S        | Mariangela Di Cecca | Sabaudia      | definitivo |
| L        | Giorgia Faraone     | Antares       | definitivo |
| S        | Angela Gabbiadini   | Antares       | definitivo |
| C        | Sara Giuliodori     | Villanterio   | definitivo |
| S/O      | Ekaterina Karalyus  | PM Potenza    | definitivo |
| S/O      | Giulia Pascucci     | Towers        | definitivo |
| C        | Vittoria Repice     | Casalmaggiore | definitivo |
| C        | Valentina Russo     | Soverato      | definitivo |
| P        | Simona Sannino      | Paestum       | definitivo |
| S        | Nikola Šenková      | Ornavasso     | definitivo |
| C        | Ylenia Vanni        | PM Potenza    | definitivo |

| ? |

## Risultati

### Serie A2

#### Girone di andata
| 1ª giornata - 19 ottobre 2013 PalaRavizza, Pavia                    | Pavia           | 3 - 0 | New Libertas | 25-22, 25-22, 25-20               |
| 2ª giornata - 27 ottobre 2013 PalaPuca, Sant'Antimo                 | New Libertas    | 0 - 3 | Pro Victoria | 22-25, 20-25, 15-25               |
| 3ª giornata - 3 novembre 2013 PalaScoppa, Soverato                  | Soverato        | 3 - 0 | New Libertas | 26-24, 29-27, 25-14               |
| 4ª giornata - 24 novembre 2013 Palazzetto dello Sport, San Casciano | San Casciano    | 3 - 1 | New Libertas | 24-26, 25-19, 25-15, 25-16        |
| 5ª giornata - 1º dicembre 2013 PalaPuca, Sant'Antimo                | New Libertas    | 2 - 3 | Beng Rovigo  | 25-19, 20-25, 30-28, 17-25, 11-15 |
| 6ª giornata - 8 dicembre 2013 PalaCampagnola, Schio                 | Towers          | 2 - 3 | New Libertas | 25-23, 25-21, 21-25, 23-25, 12-15 |
| 7ª giornata - 15 dicembre 2013 PalaPuca, Sant'Antimo                | New Libertas    | 1 - 3 | Flero        | 24-26, 25-22, 20-25, 15-25        |
| 8ª giornata - 22 dicembre 2013 PalaRivalta, Reggio nell'Emilia      | Cadelbosco      | 2 - 3 | New Libertas | 26-24, 22-25, 22-25, 25-19, 10-15 |
| 9ª giornata - 26 dicembre 2013 PalaPuca, Sant'Antimo                | New Libertas    | 1 - 3 | Antares      | 25-20, 17-25, 13-25, 22-25        |
| 10ª giornata - 6 gennaio 2014 Palazzetto dello Sport, Scandicci     | Savino Del Bene | 3 - 1 | New Libertas | 25-18, 29-27, 23-25, 25-16        |
| 11ª giornata - 12 gennaio 2014 PalaPuca, Sant'Antimo                | New Libertas    | 3 - 0 | Neruda       | 25-19, 25-22, 25-22               |

#### Girone di ritorno
| 12ª giornata - 26 gennaio 2014 PalaPuca, Sant'Antimo         | New Libertas | 3 - 1 | Pavia           | 20-25, 25-17, 25-19, 25-21       |
| 13ª giornata - 2 febbraio 2014 Palazzetto dello Sport, Monza | Pro Victoria | 3 - 0 | New Libertas    | 25-22, 25-20, 25-19              |
| 14ª giornata - 9 febbraio 2014 PalaPuca, Sant'Antimo         | New Libertas | 0 - 3 | Soverato        | 26-28, 19-25, 12-25              |
| 15ª giornata - 16 febbraio 2014 PalaPuca, Sant'Antimo        | New Libertas | 2 - 3 | San Casciano    | 26-24, 20-25, 26-28, 25-22, 8-15 |
| 16ª giornata - 2 marzo 2014 Palazzetto dello Sport, Rovigo   | Beng Rovigo  | 3 - 0 | New Libertas    | 25-20, 25-23, 25-21              |
| 17ª giornata - 9 marzo 2014 PalaPuca, Sant'Antimo            | New Libertas | 1 - 3 | Towers          | 25-21, 19-25, 20-25, 13-25       |
| 18ª giornata - 16 marzo 2014 PalaGeorge, Montichiari         | Flero        | 3 - 0 | New Libertas    | 25-17, 25-15, 25-13              |
| 19ª giornata - 23 marzo 2014 PalaPuca, Sant'Antimo           | New Libertas | 0 - 3 | Cadelbosco      | 22-25, 26-28, 23-25              |
| 20ª giornata - 30 marzo 2014 PalaPozzillo, Sala Consilina    | Antares      | 1 - 3 | New Libertas    | 24-26, 17-25, 25-22, 21-25       |
| 21ª giornata - 6 aprile 2014 PalaPuca, Sant'Antimo           | New Libertas | 3 - 0 | Savino Del Bene | 27-25, 25-19, 25-23              |
| 22ª giornata - 13 aprile 2014 PalaResia, Bolzano             | Neruda       | 3 - 0 | New Libertas    | 25-17, 25-18, 25-19              |

### Coppa Italia di Serie A2

#### Fase a eliminazione diretta
| Ottavi di finale (andata) - 10 novembre 2013 PalaPuca, Sant'Antimo | New Libertas | 1 - 3 | Soverato     | 21-25, 29-27, 13-25, 22-25        |
| Ottavi di finale (ritorno) - 17 novembre 2013 PalaScoppa, Soverato | Soverato     | 2 - 3 | New Libertas | 25-20, 23-25, 24-26, 25-17, 16-18 |

## Statistiche

### Statistiche di squadra
| Competizione             | Punti | In casa | In casa | In casa | In trasferta | In trasferta | In trasferta | Totale | Totale | Totale |
| Competizione             | Punti | G       | V       | P       | G            | V            | P            | G      | V      | P      |
| ------------------------ | ----- | ------- | ------- | ------- | ------------ | ------------ | ------------ | ------ | ------ | ------ |
| Serie A2                 | 18    | 11      | 3       | 8       | 11           | 3            | 8            | 22     | 6      | 16     |
| Coppa Italia di Serie A2 | -     | 1       | 0       | 1       | 1            | 1            | 0            | 2      | 1      | 1      |
| Totale                   | -     | 12      | 3       | 9       | 12           | 4            | 8            | 24     | 7      | 17     |

G = partite giocate; V = partite vinte; P = partite perse

### Statistiche dei giocatori
| Giocatore     | Serie A2 | Serie A2 | Serie A2 | Serie A2 | Serie A2 | Coppa Italia di Serie A2 | Coppa Italia di Serie A2 | Coppa Italia di Serie A2 | Coppa Italia di Serie A2 | Coppa Italia di Serie A2 | Totale | Totale | Totale | Totale | Totale |
| Giocatore     | P        | PT       | AV       | MV       | BV       | P                        | PT                       | AV                       | MV                       | BV                       | P      | PT     | AV     | MV     | BV     |
| ------------- | -------- | -------- | -------- | -------- | -------- | ------------------------ | ------------------------ | ------------------------ | ------------------------ | ------------------------ | ------ | ------ | ------ | ------ | ------ |
| S. Carrara    | 22       | 2        | ?        | ?        | ?        | 2                        | -                        | -                        | -                        | -                        | 24     | 2      | ?      | ?      | ?      |
| M. Di Cecca   | 9        | 27       | ?        | ?        | ?        | 2                        | 10                       | 9                        | 0                        | 1                        | 11     | 37     | ?      | ?      | ?      |
| E. Drozina    | 22       | 63       | ?        | ?        | ?        | 2                        | 7                        | 3                        | 3                        | 1                        | 24     | 70     | ?      | ?      | ?      |
| G. Faraone    | 8        | 1        | ?        | ?        | ?        | 1                        | -                        | -                        | -                        | -                        | 9      | 1      | ?      | ?      | ?      |
| A. Gabbiadini | 22       | 143      | ?        | ?        | ?        | 2                        | 5                        | 4                        | 1                        | 0                        | 24     | 148    | ?      | ?      | ?      |
| S. Giuliodori | 10       | 99       | ?        | ?        | ?        | -                        | -                        | -                        | -                        | -                        | 10     | 99     | ?      | ?      | ?      |
| E. Karalyus   | 20       | 237      | ?        | ?        | ?        | 2                        | 34                       | 30                       | 2                        | 2                        | 22     | 271    | ?      | ?      | ?      |
| G. Pascucci   | 22       | 359      | ?        | ?        | ?        | 2                        | 26                       | 21                       | 5                        | 0                        | 24     | 385    | ?      | ?      | ?      |
| V. Repice     | 22       | 189      | ?        | ?        | ?        | 2                        | 23                       | 19                       | 4                        | 0                        | 24     | 212    | ?      | ?      | ?      |
| V. Russo      | 15       | 60       | ?        | ?        | ?        | 1                        | 0                        | 0                        | 0                        | 0                        | 16     | 60     | ?      | ?      | ?      |
| S. Sassino    | 1        | 0        | 0        | 0        | 0        | 1                        | 0                        | 0                        | 0                        | 0                        | 2      | 0      | 0      | 0      | 0      |
| N. Šenková    | 8        | 54       | ?        | ?        | ?        | -                        | -                        | -                        | -                        | -                        | 8      | 54     | ?      | ?      | ?      |
| Y. Vanni      | 4        | 11       | ?        | ?        | ?        | 2                        | 25                       | 18                       | 7                        | 0                        | 6      | 36     | ?      | ?      | ?      |

P = presenze; PT = punti totali; AV = attacchi vincenti; MV = muri vincenti; BV = battute vincenti